# Sieghard Sonntag
Sieghard Sonntag (ur. 1938 w Geyer) – wschodnioniemiecki kierowca motocyklowy i wyścigowy.

## Kariera
Do 1960 roku był piłkarzem, następnie zainteresował się wyścigami. Wstąpił do klubu MC Marienberger Dreieck, po czym ścigał się motocyklami marek Jawa i MZ. W 1964 roku został motocyklowym mistrzem NRD. Ten rodzaj sportu uprawiał do 1975 roku, wygrywając ogółem 18 wyścigów. Następnie ścigał się turystycznym Wartburgiem 353. W 1977 roku został wicemistrzem NRD, powtarzając to osiągnięcie w 1979. W latach 1978–1979 zajmował dziewiąte miejsce w ogólnej klasyfikacji Pucharu Pokoju i Przyjaźni., zaś w sezonie 1982 był ósmy. W 1983 roku zajął trzecie miejsce w mistrzostwach NRD. Pod koniec kariery ścigał się Ładą Samarą. Po zakończeniu kariery wyścigowej został dealerem Peugeota i właścicielem firmy restaurującej samochody wyścigowe i zabytkowe.
Jego córka Bettina również uczestniczyła w wyścigach samochodów turystycznych.